# Medalla al Valor (Israel)
La Medalla al Valor (en hebreo: עיטור הגבורה‎, Itur HaGvura) es la máxima condecoración militar en Israel. Fue establecida en 1970[cita requerida] por la Knéset en acto jurídico, y también se ha otorgado para recompensar acciones previas a 1970.
Los galardonados obtienen determinador privilegios tales como reducciones de impuestos e invitaciones a ceremonias oficiales de estado, y son reconocidos con el título de «Héroe de Israel».
Hasta la fecha, se ha otorgado un total de 40 medallas: 12 durante la Guerra de la Independencia, 5 durante la Guerra del Sinaí, 12 durante la Guerra de los Seis Días, 8 durante la guerra de Yom Kipur y tres más en otras ocasiones. Los doce primeros galardonados recibieron la condecoración de Héroe de Israel.

## Diseño
La medalla fue diseñada por Dan Reisinger. Tiene la forma de la estrella de David. Una espada y una rama de olivo decoran el anverso, mientras que el reverso no tiene decoración alguna. La medalla cuelga de un galón amarillo, en recuerdo de la estrella amarilla que se obligó a los judíos a llevar durante el Holocausto.
Los condecorados más de una vez fijan al galón un pequeño distintivo metálico en forma de medalla.